# WS-Reliability
WS-Reliability ist in seiner Version 1.1 (vom 15. November 2004) ein OASIS-Standard und eine Spezifikation aus dem Kontext von WS-*. Inhaltlich geht es darin um die Sicherstellung von Nachrichtenübertragung. WS-Reliability richtet sich an das gleiche Aufgabengebiet wie WS-Reliable Messaging und wurde vor diesem entwickelt. Seit es WS-RM gibt, wird WS-Reliability jedoch kaum noch genutzt.

## Abgrenzung zu WS-Reliable Messaging
Im Gegensatz zu WS-Reliable Messaging wurde WS-Reliability nicht von Microsoft und IBM entwickelt und ist somit auch nicht mit den übrigen WS-*-Spezifikationen abgestimmt, obwohl es ebenfalls dort einzuordnen ist.